# Catherine Keener
Pour les articles homonymes, voir Keener (homonymie).
Catherine Keener [ˈkæθɹɪn kinɚ] née le 23 mars 1959 à Miami, est une actrice et productrice américaine.
Elle est révélée par le cinéma indépendant américain durant les années 1990, sous la direction de Tom DiCillo : il la dirige dans Johnny Suede (1991), Ça tourne à Manhattan (1995), Box of Moonlight (1996) et Une vraie blonde (1998).
Durant cette décennie, elle entame aussi une collaboration avec la scénariste et réalisatrice Nicole Holofcener : cette dernière la dirige dans Mariage ou Célibat (1996), Friends with Money (2001), La Beauté du geste (2010), Lovely and Amazing (2010) et All About Albert (2013).
Au début des années 2000, l'actrice devient une actrice fétiche de Spike Jonze : Dans la peau de John Malkovich (1999) lui vaut sa première nomination à l'Oscar de la meilleure actrice dans un second rôle. Elle le retrouve pour Adaptation (2002) puis joue et participe à la production de son film Max et les Maximonstres (2009). Elle apparait aussi dans l'expérimental Synecdoche, New York (2008), écrit et réalisé par Charlie Kaufman.
Elle participe aussi à des projets plus grand public : la comédie 40 ans, toujours puceau (2005) et le biopic Truman Capote (2006), qui lui vaut sa deuxième nomination à l'Oscar de la meilleure actrice dans un second rôle.

## Biographie
Catherine Keener, d'origine libanaise et irlandaise, est la troisième des cinq enfants de Jim et Evelyn Keener et a grandi dans le quartier de Little Havana à Miami.
Elle fait des études de lettres et d'histoire, puis déménage à New York. Elle trouve un emploi d'assistante d'un agent de casting. L'agent la pousse à devenir actrice.

### Vie personnelle
De 1990 à 2007, elle fut mariée à l'acteur Dermot Mulroney, qu'elle a rencontré sur le tournage de Survival Quest et avec qui elle a eu un enfant, Clyde, né en 1999.
Elle est également une amie proche de Brad Pitt, Sean Penn, et River Phoenix.

## Carrière
Ses débuts en 1986 comme comédienne se révèlent assez difficiles, enchaînant des petites apparitions dans des films comme dans À propos d'hier soir..., Une trop belle cible et Dans la peau d'une blonde, suivies aussi de seconds rôles dans des séries télévisées comme La Loi de Los Angeles ou Seinfeld. Sa rencontre avec le réalisateur Tom DiCillo va être décisive : en effet, les quatre films Johnny Suede (1991), Ça tourne à Manhattan (1994), Box of Moonlight (1996) et Une vraie blonde (1997) qu'elle tourne avec ce dernier commencent à faire connaître son travail. Elle obtient l'un des deux rôles principaux de Mariage ou Célibat, de Nicole Holofcener (1996), avec qui elle tournera par la suite deux films. Parallèlement aux films indépendants, Catherine Keener tient quelques rôles secondaires dans ses premières grosses productions hollywoodiennes, comme Hors d'atteinte et 8 millimètres.
En 1999, le succès inattendu de Dans la peau de John Malkovich la lance définitivement, obtenant pour l'occasion sa première nomination aux Oscars dans la catégorie meilleure actrice dans un second rôle. En 2002, elle a joué Brûlez tout au théâtre avec Edward Norton.

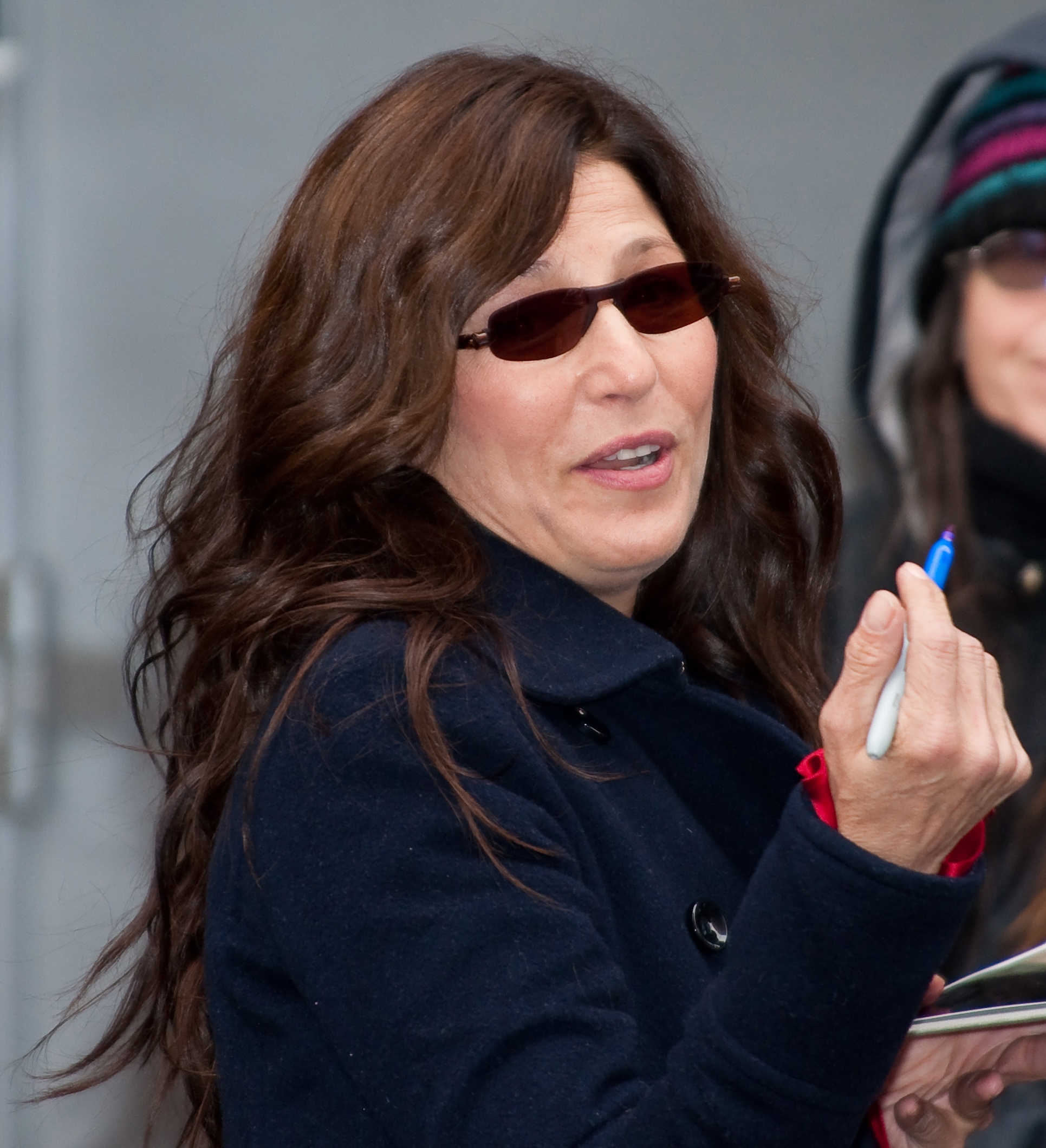
L'actrice au Festival du film de Berlin en 2010.

Actrice incontournable et respectée des jeunes réalisateurs hollywoodiens et indépendants, elle se diversifie en participant à des films comme Simone, Full Frontal, The Ballad of Jack and Rose, qui signe son retour au cinéma après trois ans d'absence sur grand écran, et surtout 40 ans, toujours puceau, où elle est la petite amie de Steve Carell. Elle tourne aussi sous la direction de réalisateurs expérimentés comme Sydney Pollack pour L'Interprète. Puis elle rejoint Philip Seymour Hoffman dans  Truman Capote. Ce film lui vaut sa seconde nomination aux Oscars.
Récemment, elle a participé aux films Into the Wild, Panique à Hollywood, Synecdoche, New York (où elle retrouve Philip Seymour Hoffman) et Un été italien.

## Filmographie

### Cinéma

#### Années 1980
- 1986 : À propos d'hier soir... (About Last Night...) d'Edward Zwick : Une serveuse de cocktail
- 1986 : The Education of Allison Tate de Paul Leder : Linda Kellogg
- 1989 : Survival Quest de Don Coscarelli : Cheryl

#### Années 1990
- 1990 : Une trop belle cible (Catchfire) de Dennis Hopper et Alan Smithee : La fille de Trucker
- 1991 : Johnny Suede de Tom DiCillo : Yvonne
- 1991 : Dans la peau d'une blonde (Switch) de Blake Edwards : La secrétaire de Steve
- 1992 : Un flingue pour Betty Lou (The Gun in Betty Lou's Handbag) d'Allan Moyle : Suzanne
- 1993 : Les Veuves joyeuses (The Cemetery Club) de Bill Duke : La fille d'Esther
- 1995 : Ça tourne à Manhattan (Living in Oblivion) de Tom DiCillo : Nicole Springer
- 1996 : Mariage ou Célibat (Walking and Talking) de Nicole Holofcener : Amelia
- 1996 : Le Dortoir des garçons (Boys) de Stacy Cochran (en) : Jilly
- 1996 : Box of Moonlight (Box of Moon Light) de Tom DiCillo : Floatie Dupre
- 1996 : The Destiny of Marty Fine de Michael Hacker : Lena
- 1997 : Une vraie blonde (The Real Blonde) de Tom DiCillo : Mary
- 1998 : Hors d'atteinte (Out of Sight) de Steven Soderbergh : Adele
- 1998 : Entre amis et voisins (Your Friends & Neighbors) de Neil LaBute : Terri
- 1999 : 8 Millimètres (8MM) de Joel Schumacher : Amy Welles
- 1999 : Dans la peau de John Malkovich (Being John Malkovich) de Spike Jonze : Maxine Lund
- 1999 : Simpatico de Matthew Warchus : Cecilia

#### Années 2000
- 2001 : Lovely and Amazing de Nicole Holofcener : Michelle Marks
- 2002 : Crève, Smoochy, crève ! (Death to Smoochy) de Danny DeVito : Nora Wells
- 2002 : Full Frontal de Steven Soderbergh : Lee
- 2002 : Simone d'Andrew Niccol : Elaine Christian
- 2002 : Adaptation de Spike Jonze : elle-même
- 2005 : The Ballad of Jack and Rose de Rebecca Miller : Kathleen
- 2005 : L'Interprète (The Interpreter) de Sydney Pollack : Dot Woods
- 2005 : 40 ans, toujours puceau (The 40 Year Old Virgin) de Judd Apatow : Trish Piedmont
- 2005 : Truman Capote (Capote) de Bennett Miller : Harper Lee
- 2006 : Friends with Money de Nicole Holofcener : Christine
- 2007 : Into the Wild de Sean Penn : Jan Burres
- 2007 : An American Crime de Tommy O'Haver : Gertrude Baniszewski
- 2008 : Panique à Hollywood (What Just Happened) de Barry Levinson : Lou Tarnow
- 2008 : Hamlet 2 d'Andrew Fleming : Brie Marschz
- 2008 : Synecdoche, New York de Charlie Kaufman : Adele Lack
- 2008 : Un été italien (Genova) de Michael Winterbottom : Barbara
- 2009 : Le Soliste (The Soloist) de Joe Wright : Mary Weston
- 2009 : Max et les Maximonstres (Where the Wild Things Are) de Spike Jonze : Connie
- 2010 : Percy Jackson : Le Voleur de foudre (Percy Jackson & The Olympians: The Lightning Chief) de Chris Columbus : Sally Jackson
- 2010 : Cyrus de Jay Duplass : Jamie
- 2010 : La Beauté du geste (Please Give) de Nicole Holofcener : Kate
- 2010 : Trust de David Schwimmer : Lynn

#### Années 2010
- 2011 : Love Next Door (The Oranges) de Julian Farino : Paige
- 2011 : Peace, Love and Misunderstanding de Bruce Beresford : Diane
- 2012 : Le Quatuor (A Late Quartet) d'Yaron Zilberman : Juliette Gelbart
- 2012 : Maladies (en) de John Carter (en) : Catherine
- 2013 : Les Croods (The Croods) de Kirk DeMicco et Chris Sanders : Ugga (voix)
- 2013 : All About Albert (Enough Said) de Nicole Holofcener : Marianne
- 2013 : Capitaine Phillips (Captain Phillips) de Paul Greengrass : Andrea Phillips
- 2013 : New York Melody (Begin Again) de John Carney : Miriam
- 2013 : Bad Grandpa (Jackass Presents: Bad Grandpa) de Jeff Tremaine : Ellie
- 2014 : La Chanson de l'éléphant (Elephant Song) de Charles Binamé : Susan Peterson
- 2014 : War Story de Mark Jackson : Lee
- 2015 : L'Amour par accident (Accidental Love) de David O. Russell : Pam Hendrickson
- 2017 : Get Out de Jordan Peele : Missy Armitage
- 2017 : November Criminals de Sacha Gervasi : Fiona
- 2017 : We Don't Belong Here (en) de Peer Pedersen : Nancy Green
- 2018 : Sicario : La Guerre des cartels (Sicario: Day of the Soldado) de Stefano Sollima : Cynthia Foards
- 2018 : Les Indestructibles 2 (Incredibles 2) de Brad Bird : Evelyn Deavor (voix)
- 2018 : Nolstalgia de Mark Pellington : Donna Beam

#### Années 2020
- 2020 : Les Croods 2 : Une nouvelle ère (The Croods: A New Age) de Joel Crawford : Ugga (voix)
- 2020 : No Future de Mark Smoot et Andrew Irvine : Claire
- 2022 : Adam à travers le temps (The Adam Project) de Shawn Levy : Maya Sorian
- 2024 : Joker : Folie à deux de Todd Phillips : Maryanne Stewart, l'avocate d'Arthur

### Télévision

#### Séries télévisées
- 1986 : La Loi de Los Angeles (L.A. Law) : une serveuse
- 1987 : Ohara : Lieutenant Cricket Sideris
- 1988 - 1989 : Les Chevaliers de la nuit (Knightwatch) : Rebecca
- 1992 : Seinfeld : Nina
- 2015 : Show Me a Hero : Mary Dorman
- 2018 : Kidding : Deirdre
- 2019 : Modern Love : Julie
- 2021 : Brand New Cherry Flavor : Boro

#### Téléfilms
- 1994 : Journeys North : Magda
- 1996 : Heroine of Hell : Magda
- 1996 : Si les murs parlaient (If These Walls Could Talk) de Cher et Nancy Savoca : Becky Donnelly en 1952
- 2014 : How and Why : Alice

### Productrice
- 2006 : God Grew Tired of Us: The Story of Lost Boys of Sudan, de Christopher Dillon Quinn et Tommy Walker
- 2009 : Max et les Maximonstres de Spike Jonze
- 2014 : War Story de Mark Jackson

## Distinctions

### Récompenses
- 6e cérémonie des Chlotrudis Awards 2006 : Meilleure actrice dans un second rôle pour Dans la peau de John Malkovich (Being John Malkovich) (1999).
- 6e cérémonie des Chlotrudis Awards 2006 : Lauréate du Trophée Gertrudis.
- 26e cérémonie des Boston Society of Film Critics Awards 2005 : Meilleure actrice dans un second rôle pour Truman Capote (2005), pour The Ballad of Jack and Rose (2005) et pour 40 ans, toujours puceau (The 40-Year-Old Virgin) (2005).
- 12e cérémonie des Chlotrudis Awards 2006 : Meilleure actrice dans un second rôle pour Truman Capote (2005) pour le rôle de Harper Lee.

### Nominations
- 72e cérémonie des Oscars 2000 : Meilleure actrice dans un second rôle pour Dans la peau de John Malkovich (1999).
- 57e cérémonie des Golden Globes 2000 : Meilleure actrice dans un second rôle pour Dans la peau de John Malkovich (1999).
- 78e cérémonie des Oscars 2006 : Meilleure actrice dans un second rôle pour Truman Capote (2005).
- 59e cérémonie des British Academy Film Awards 2006 : Meilleure actrice dans un second rôle pour Truman Capote (2005).
- 60e cérémonie des Primetime Emmy Awards 2008 : Meilleure actrice dans une mini-série ou un téléfilm pour An American Crime (2007).
- 66e cérémonie des Golden Globes 2009 : Meilleure actrice dans une mini-série ou un téléfilm pour An American Crime (2007).

## Voix francophones
En France, Déborah Perret est la voix française régulière de Catherine Keener. Carole Franck l'a également doublée à sept reprises.
Au Québec, Nathalie Coupal est la voix québécoise régulière de l'actrice.